# Cotesia ferventis
Cotesia ferventis är en stekelart som beskrevs av Kotenko. Cotesia ferventis ingår i släktet Cotesia och familjen bracksteklar. Inga underarter finns listade i Catalogue of Life.